# Luftangriff

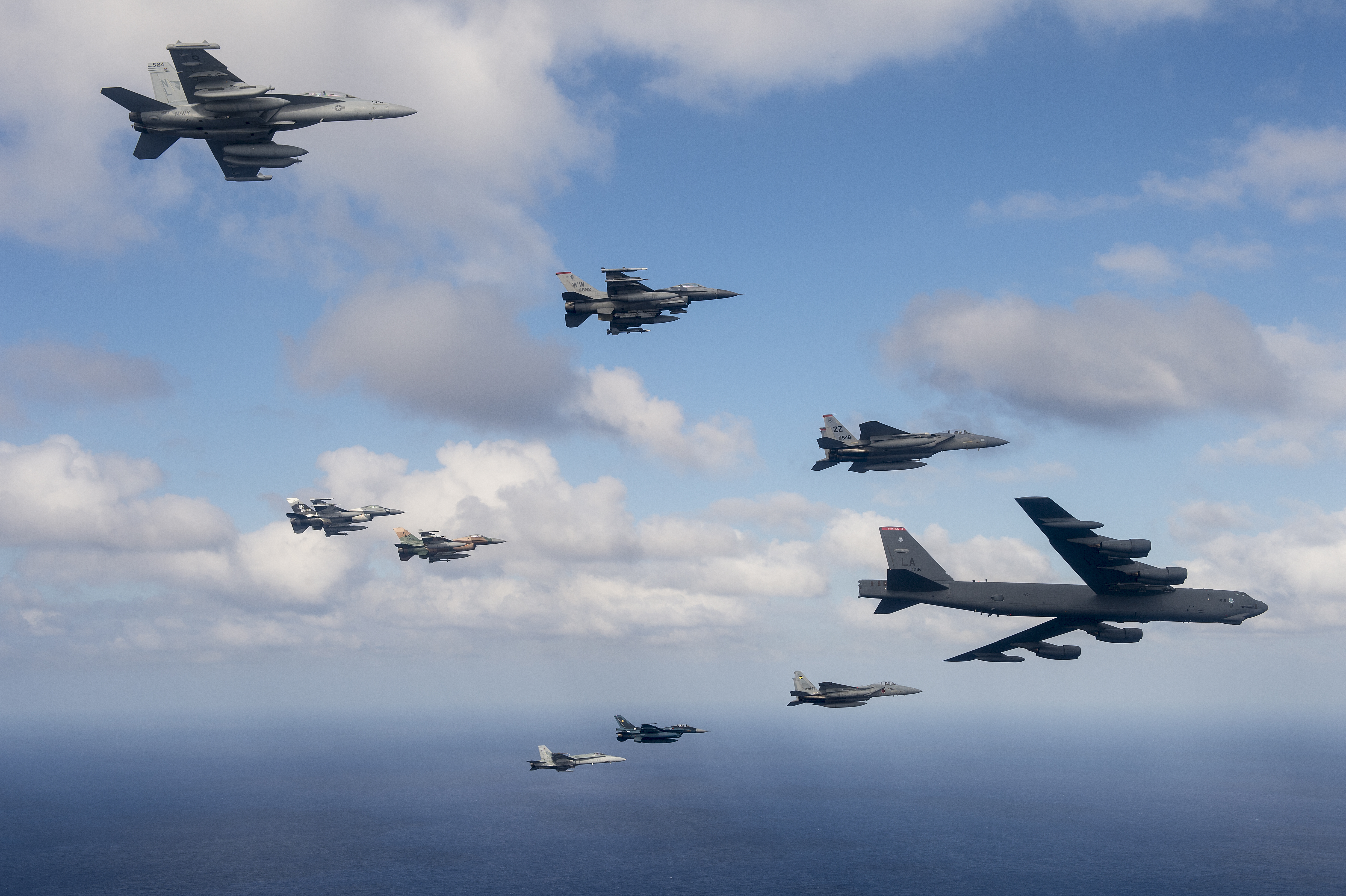
Formationsflug

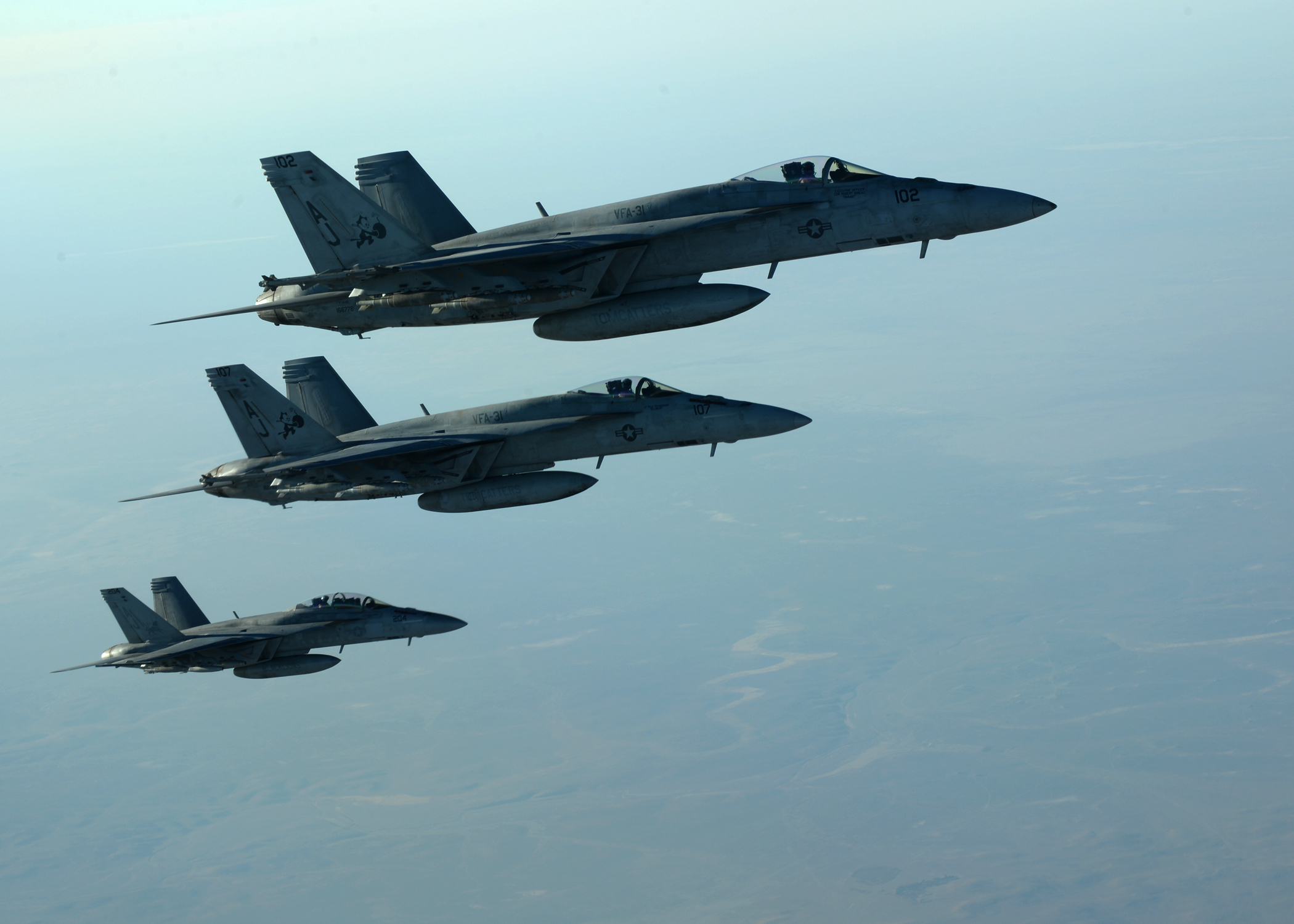
Rotte von F-18-Kampfflugzeugen

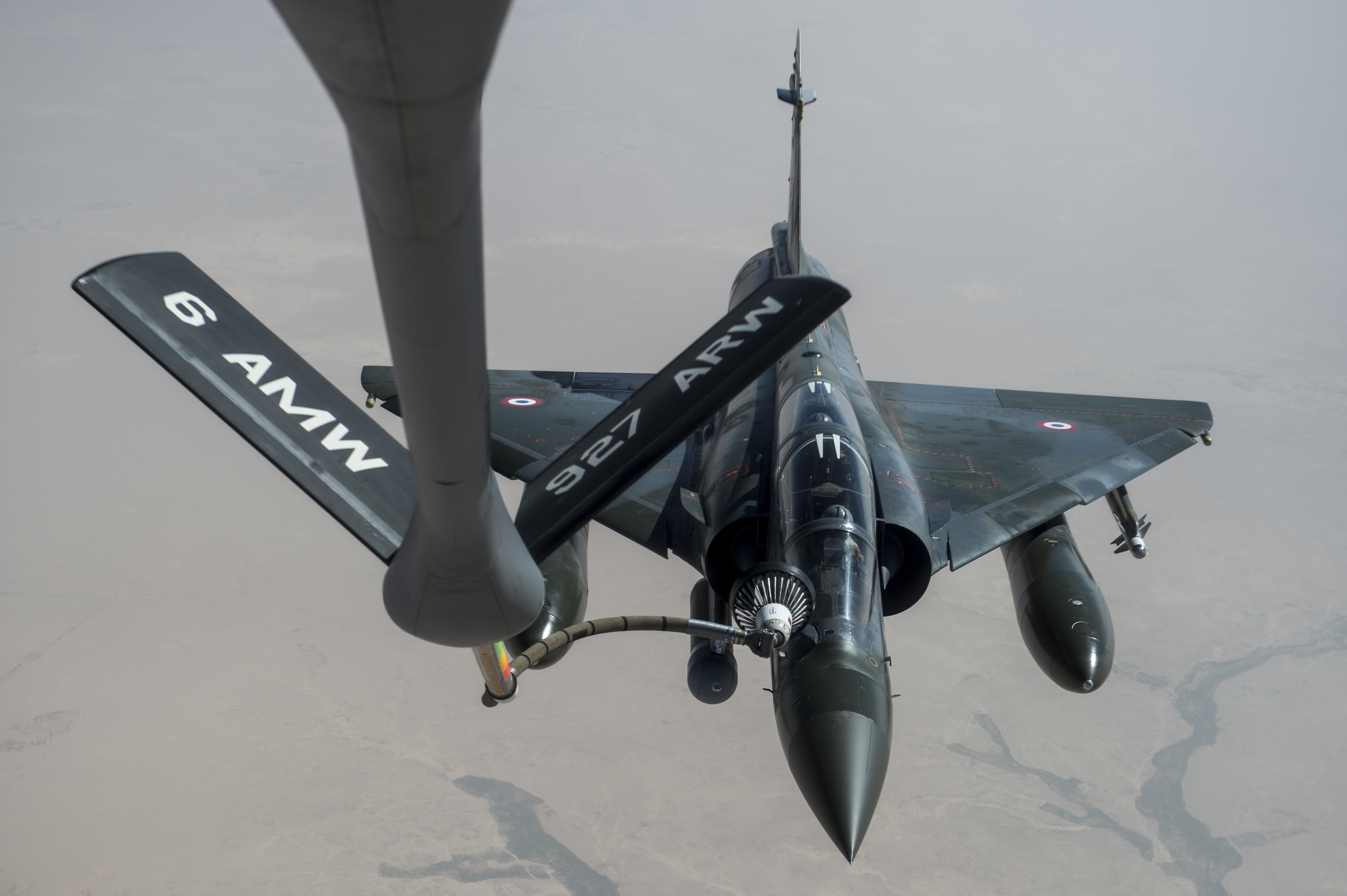
Luftbetankung einer Mirage

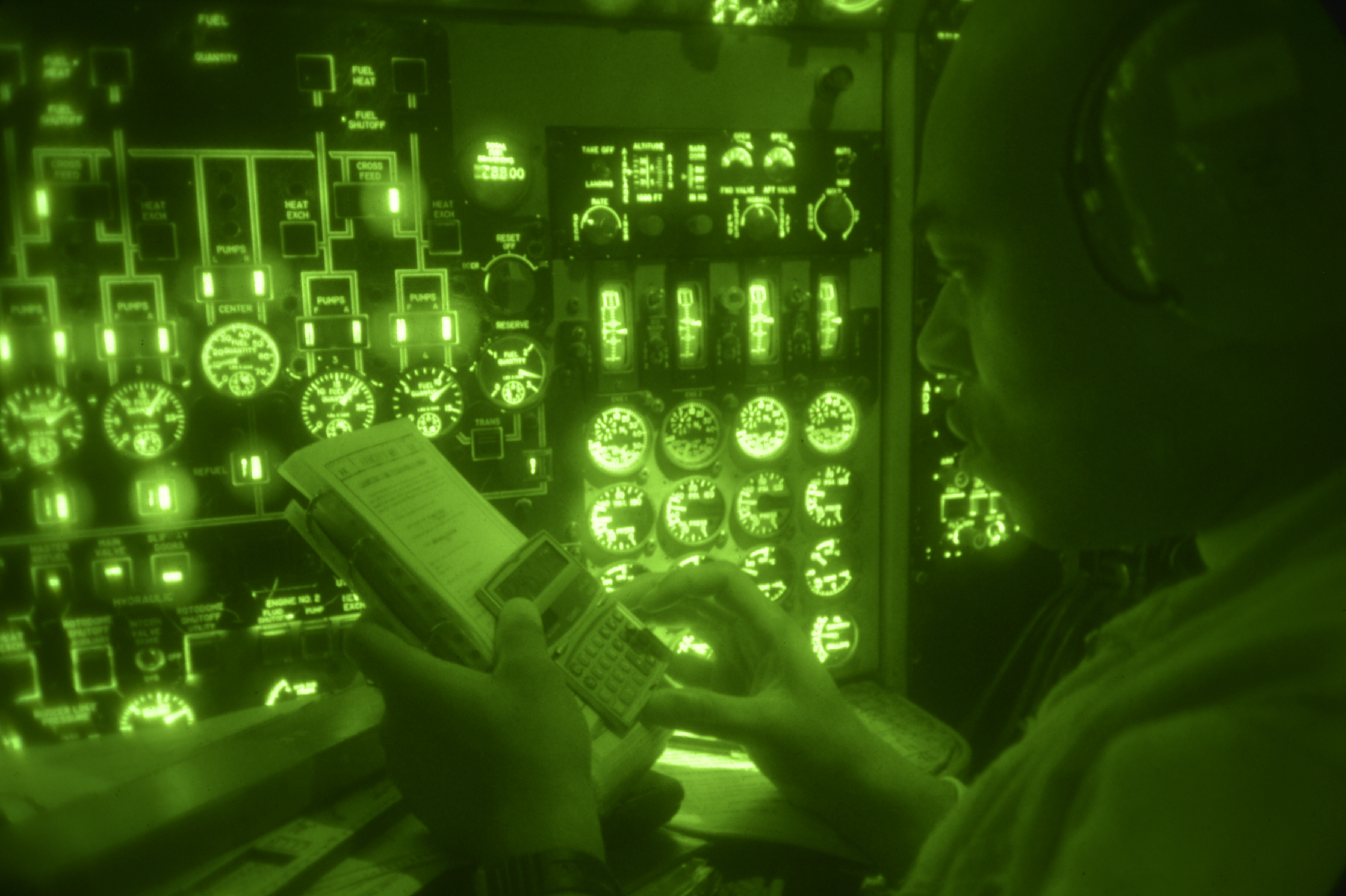
E-3B Sentry AWACS koordiniert einen Nachtangriff auf ISIS-Stellungen im Irak

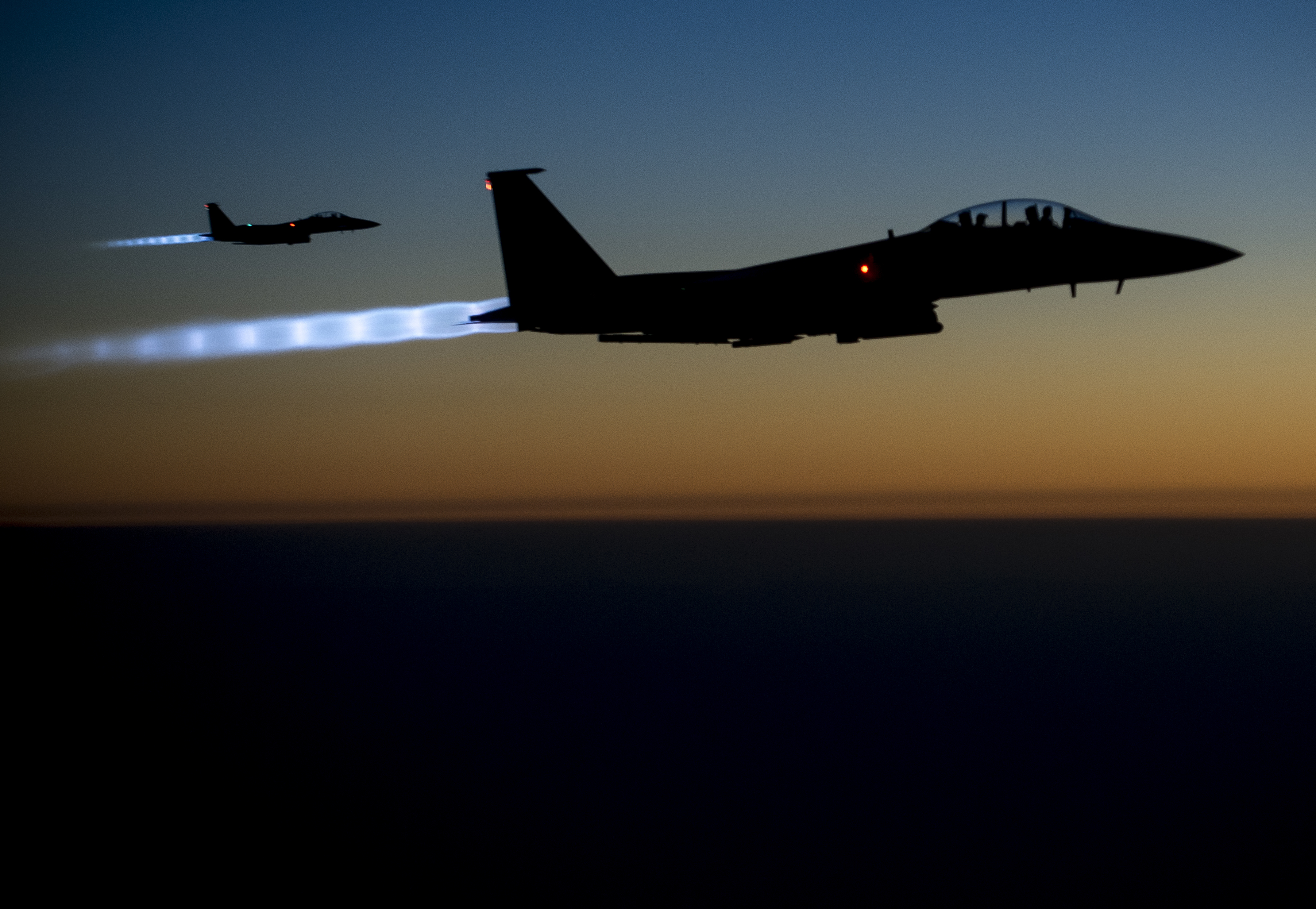
F-15-Maschinen im Anflug auf ein Ziel in Syrien

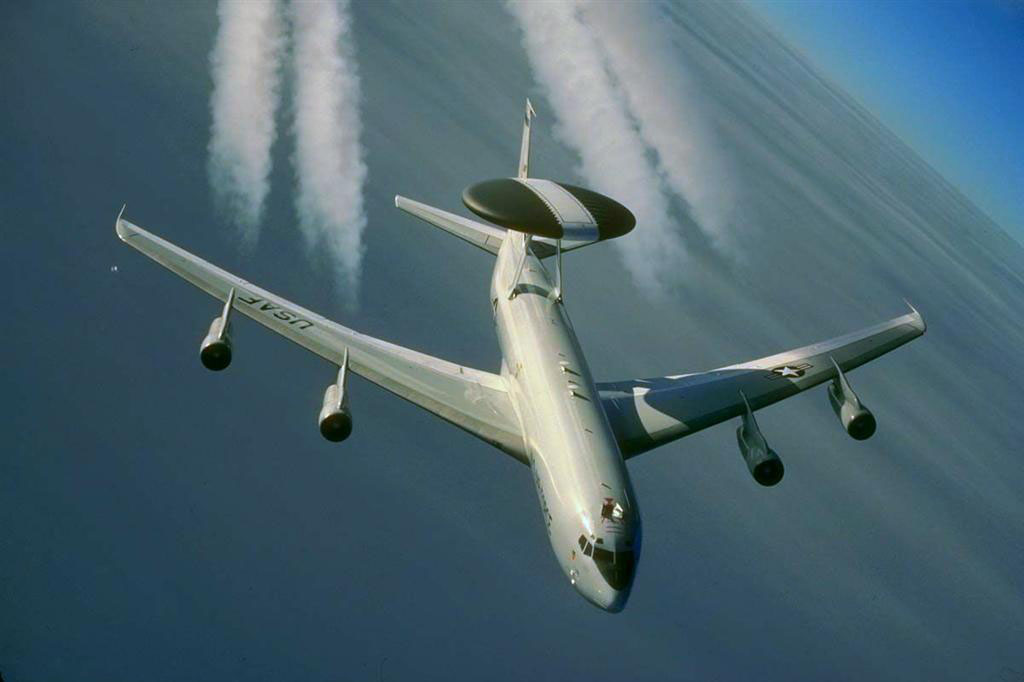
AWACS-Flugzeug

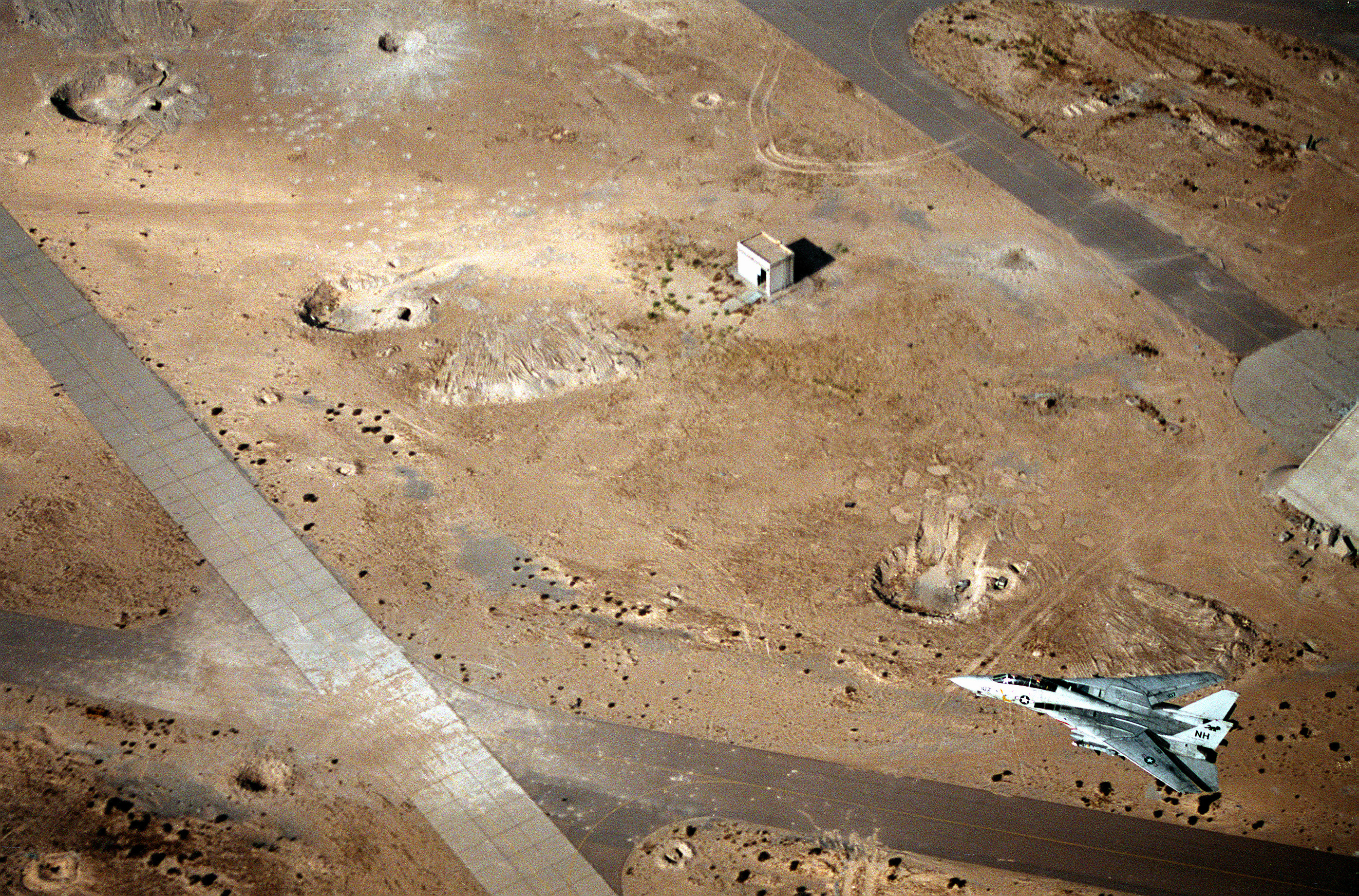
Eine F-14 überfliegt ein bombardiertes Flugfeld im Irak

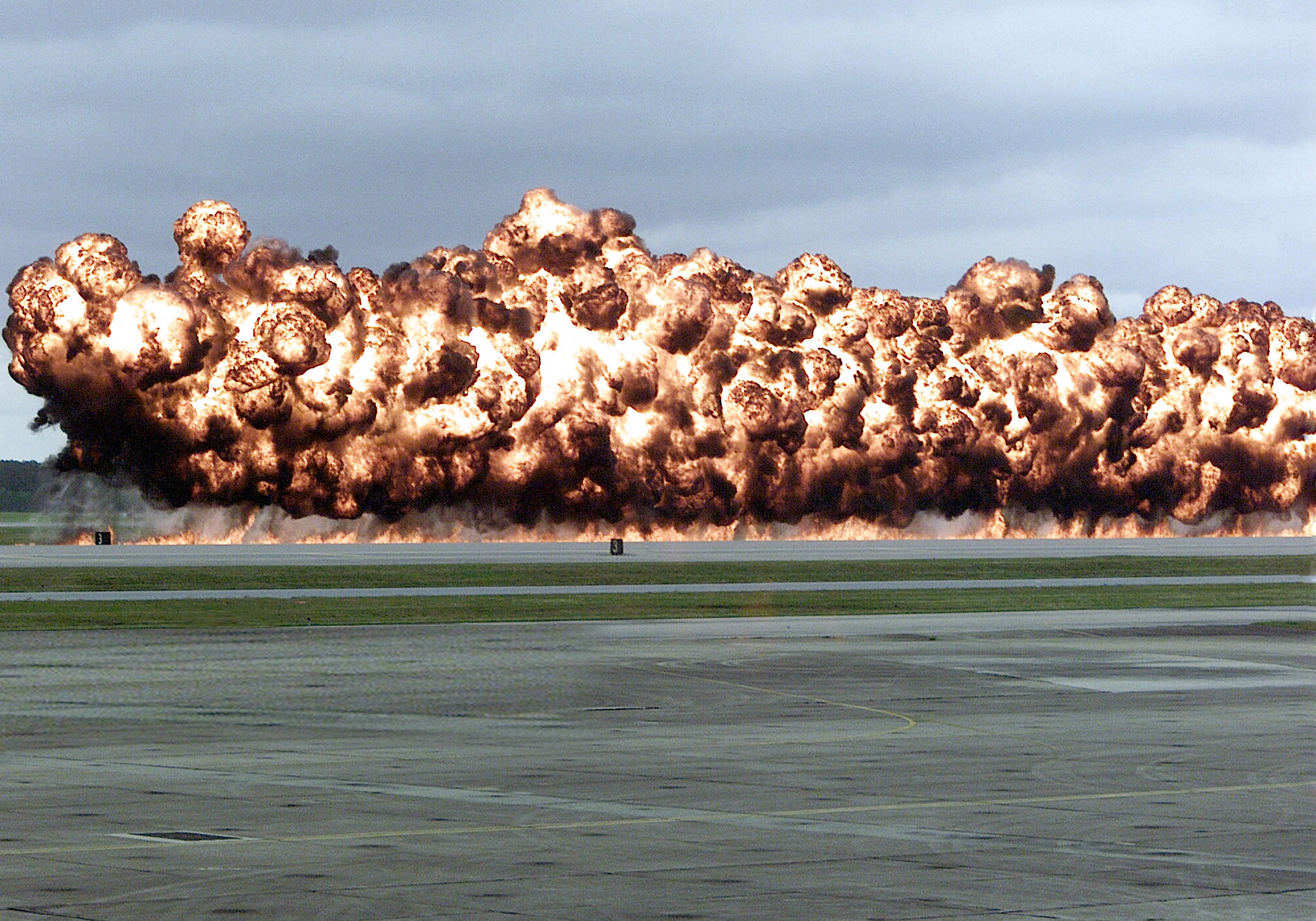
Simulierter Napalmangriff

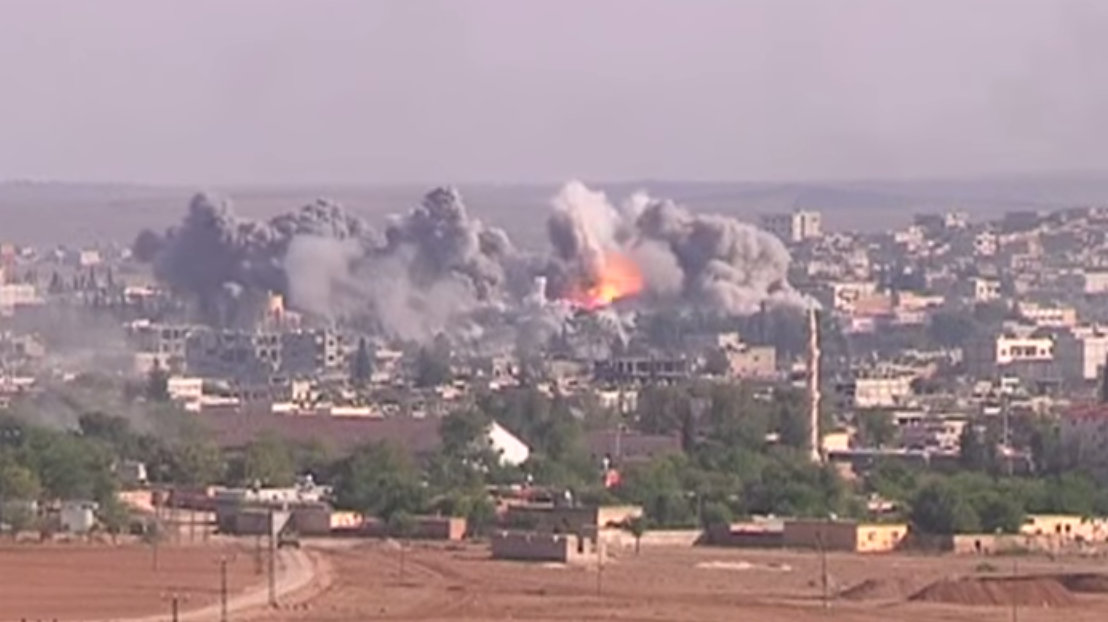
Luftangriff der Koalition auf Kobane

Typischer Luftangriffsverband der 1980er Jahre

Ein Luftschlag oder Luftangriff ist eine Angriffsoperation, die von Kampfflugzeugen (in der Regel Jagdbombern oder Erdkampfflugzeugen) oder Kampfhubschraubern durchgeführt wird. Dies umfasst Schläge gegen Feindziele aller Art (auch Luftziele). Im allgemeinen Sprachgebrauch sind damit taktische Angriffe kleinerer Einheiten auf Boden- und Seeziele gemeint. Bei Luftschlägen werden Bordmaschinenwaffen (Maschinengewehre und Maschinenkanonen), Bomben (Freifallbomben und Smart Bombs) und Raketen eingesetzt. Bei der Gefechtsfeldabriegelung und Luftnahunterstützung (Close Air Support – CAS) werden Luftschläge, ähnlich wie Artilleriefeuer, von einem Forward Air Controller (FAC) geleitet.

## Geschichte
Der erste Luftangriff der Geschichte fand im Italienisch-Türkischen Krieg am 1. November 1911 auf eine Oase im damals osmanischen Libyen statt. Während des Ersten Weltkrieges begann der Bombenkrieg schon in den ersten Kriegstagen, unter anderem mit Zeppelin-Angriffen auf die Festung Lüttich. In der Schlacht von Neuve-Chapelle wurde erstmals der englische Begriff air strike geprägt. Im Luftkrieg im Zweiten Weltkrieg nahm die Entwicklung von Präzisionsmunition ihren Anfang, was dazu führte, dass Luftschläge von reinen Flächenbombardement mit Freifallbomben auf gezielte Angriffe gegen Punktziele ausgeweitet werden konnten. Die große Bedeutung von Präzisionsangriffen wird durch statistische Erhebungen untermauert. Während des Zweiten Weltkrieges waren häufig über 100 Flächenbombenangriffe nötig, um ein einziges Punktziel auszuschalten. Im Golfkrieg war die US Air Force in der Lage, mithilfe von lasergesteuerten Bomben direkte Treffer auf geplante Ziele zu setzen, ohne größere Kollateralschäden zu verursachen. Navigationssysteme wie LANTIRN ermöglichen zum Beispiel Tiefflugeinsätze auch bei Nacht. Luftschläge können aus strategischen Zwecken auch außerhalb von Kriegen stattfinden. Ein Beispiel hierfür ist die israelische Operation Opera 1981 auf einen irakischen Kernreaktor, die ohne eine vorherige Kriegserklärung stattfand. In der US-amerikanischen Militärdoktrin haben Luftschläge eine hohe Gewichtung, da diese ein Eingreifen von Bodentruppen (boots on the ground) verhindern sollen. Im syrischen Bürgerkrieg werden auch von der Russischen Föderation Luftangriffe geflogen, die aufgrund ihrer Konfliktsituation eine Konfrontation mit den USA auslösen könnten.

## Bekannte Luftangriffe
- Luftangriff auf Guernica (1937)
- Luftschlacht um England (1940–41)
- Angriff auf Pearl Harbor (1941)
- Doolittle Raid (1942)
- Operation Tidal Wave (1943)
- Operation Chastise (1943)
- Operation Gomorrha (1943)
- Luftangriffe auf Dresden (1944)
- Luftangriffe auf Tokio (1944–45) – gehören mit zu den schwersten Luftangriffen der Militärgeschichte
- Operation Linebacker (1972)
- Operation Opera  (1981)
- Operation Black Buck (1982)
- Operation El Dorado Canyon (1986)
- Luftkrieg während des Zweiten Golfkrieges (1991)
- Luftangriffe im Afghanistankrieg (seit 2001)
- Luftangriffe im syrischen Bürgerkrieg (seit 2011)

## Planung von Luftangriffen
Moderne Luftschläge werden in folgende Phasen gegliedert:

### Zielauswahl
An erster Stelle bei der Planung eines Lufteinsatzes steht die Zielauswahl und die Definition des prozentualen Zerstörungsgrades. Art des Ziels und Stärke der gegnerischen Luftverteidigung bestimmen die Wahl der eingesetzten Kampfflugzeuge und Waffen. Ziele mit unterschiedlicher Wertigkeit können Flugplätze, Versorgungseinrichtungen, Kasernen, Bunkeranlagen, Depots, Erdölraffinerien, Kommunikationszentren, Munitionsfabriken, Brücken, Gefechtsstände und Kommandostellen, Silos von Interkontinentalraketen, Schiffe und dergleichen mehr sein. Flugplätze sind aufgrund ihrer großen Bedeutung zumeist auch die am stärksten verteidigten und gesicherten Ziele. So hatte zum Beispiel während des Falklandkrieges die Ausschaltung des Flugplatzes von Port Stanley eine zentrale Bedeutung.

### Waffeneinsatz
Bei der Wahl des Waffeneinsatzes müssen einerseits die Waffensysteme und Ausrüstung für die Zerstörung/Bekämpfung des Ziels sowie für das Niederhalten des feindlichen Flugabwehrfeuers berücksichtigt werden. Die Kampfbeladung der Angriffsflugzeuge richtet sich in erster Linie nach der jeweiligen Ladekapazität und bestimmt die Angriffstaktik. Die Waffenbeladung bestimmt Geschwindigkeit, Flughöhe, Beschleunigung, Treibstoffverbrauch (Zusatztanks), sowie die allgemeine Manövrierbarkeit des Kampfflugzeuges. Eine hohe Kampfbeladung ist beispielsweise mit einer verringerten Reichweite korreliert. Typische Jagdbomber für Luftschläge sind auf westlicher Seite Grumman F-14 Tomcat, Mehrzweckkampfflugzeug Tornado, McDonnell Douglas F-15 Eagle und General Dynamics F-16 Fighting Falcon. Bei der Raketenlenkung unterscheidet man folgende Verfahren:
- aktives Radar (Fire-and-Forget): Rakete sucht selbstständig Ziel mit eigenem Radar
- halb-aktives Radar (SAR): Flugzeug muss dem Ziel folgen und die Rakete folgt den Strahlen, die vom Ziel reflektiert werden
- IR-Lenkung (Fire-and-Forget): Rakete folgt der Wärmestrahlung des Ziels

### Taktische Grundlagen
Aufgrund seiner großen Komplexität ergeben sich hierbei verschiedene Interaktionen.
Ein Luftschlag besteht aus folgenden Blöcken:
- Aufklärung

Grundlegende Bedingung für einen Luftschlag ist die hinreichende Aufklärung des Zielgebietes.
- Angriffseinsatz (Strike Mission) und Eskorteinsatz (Escort Mission)

Hierbei werden die eingesetzten Flugzeuge in Angriffs- und begleitende Eskortrotten unterteilt. Die Aufgabe der Eskortrotten besteht darin, feindliches Flugabwehrfeuer niederzuhalten oder durch ECM nachhaltig zu stören, bis der Einsatz beendet ist.
- Flugroute und Zeitplan der Kampfflugzeuge (Mission Routing and Scheduling) im Hinflug zum und im Rückflug vom Ziel. Die Flugroute der TAC Strike Force (taktische Angriffsflugzeuge) ist nach einem bestimmten Zeitplan in verschiedene Etappen unterteilt: mögliche Routenänderungen durch veränderte Geschwindigkeit und Flughöhe, Zeitpunkt der Luftbetankung, Zielanflug (Anpassung an die Geländeform bei Tiefflug – Konturflug),  Erreichen des Ziels, Ausnutzen des Überraschungsmoments, Waffeneinsatz, Rückflug, Luftbetankung und Landung auf geplanten Flughafen/Flugzeugträger. Die Anflugsroute wird durch Lokalisierung und Stärke des feindlichen Radar- und Abwehrschirms (SAM-Batterien) bestimmt. Sie wird meist in unterschiedlichen Höhen geflogen: Hi – Lo – Hi[6], die eigentliche Angriffsphase dann im Tiefflug, da diese die Verwundbarste ist.
- Angriffstaktik (Engagement Tactics) Angriff in einer oder mehrerer Wellen
- Funkregelung (EMCON – Emission Control – Sendeverbot)[7] Das richtige EMCON-Verhalten wird auf speziellen Testflügen intensiv einstudiert. Eine Gefechtssituation in einem Kampfflugzeug ist von einem hohen Stress durch Kommunikation geprägt. Über den Funkverkehr müssen bestimmte Situationen schnell richtig eingeschätzt werden. Für den Gegner ist das Funksignal meist die stärkste Quelle, um ein Flugzeug zu orten und zu bekämpfen. Daher unterliegt der Funkverkehr strengen Regelungen.

Entscheidend für den Erfolg eines Luftschlags ist die Unterdrückung der feindlichen Luftabwehr (SEAD – Suppression of Enemy Air Defences), für die lange Zeit vorrangig Tornado ECR, F-16 und F-4 taktische Jäger vorgesehen waren. Auf Seiten des Warschauer Paktes waren es MiG-25 und Tupolew Tu-22M. Außerdem kommt ELOKA-Flugzeugen wie dem EF-111A dabei eine große Bedeutung zu. Während des Kalten Krieges sollten sie nur wenig hinter der vordersten Frontlinie in bestimmten Umlaufbahnen fliegen, um bei Bedarf für einen eigenen Luftangriff herangezogen zu werden. Bei einem Angriff kam diesen Maschinen verschiedene Aufgaben zu. So konnten sie beispielsweise durch Abstandsstörung (SOJ stand-off jamming) den Anflug feindlicher Abfangjäger nachhaltig irritieren. Der Angriff selbst wurde zumeist mit hoher Geschwindigkeit im Tiefflug unterhalb der Radarreichweite ausgeführt, wobei der Störung des feindlichen SAM- und AAM-Radar (Surface to Air Missile und Air to Air Missile) die Hauptaufgabe zukam. Die EF-111A begleiteten die Jagdbomber auf ihren Missionen. Eine einzelne EF-111A war in der Lage, für einen größeren Verband eigener Flugzeuge, einen Korridor durch die feindliche Radarabtastung zu öffnen.
Beim Aufeinandertreffen der Kampfflugzeuge der Strike Force auf feindliche Abfangjäger kann es zu Air Combat Manoeuvres (ACM oder Dogfight) kommen. Bei Ortung und anschließender Bekämpfung unterscheidet man nach Sichtbereich (WVR – within visual range) oder außerhalb des Sichtbereichs (BVR – beyond visual range). Luftkämpfe am bedeckten Himmel Mitteleuropas hätten daher überwiegend unter BVR-Bedingungen stattgefunden. Die fünf Phasen des modernen Luftkampfes bestehen aus: Ortung (elektronisch, visuell oder durch Wärmeabgabe), Annäherung in eine günstige Angriffsposition, Manöver und Abflug.
- Leitung
  - Route und Zeitplan von Leitungsorganen der Führungsebene (command and control platforms): ASP (Airstrike Planner) und Stab. Auf Seiten der NATO waren das unter anderen das RAF Strike Command und das Tactical Air Command. AWACS-Flugzeuge wie die US-amerikanische Boeing E-3 „Sentry“ und die sowjetische  Berijew A-50 „Mainstay“, die als „fliegende Gefechtsstände“ aufgrund ihres leistungsfähigen Radarsystems Luftangriffe koordinieren können. AWACS als „fliegende Warn- und Kontrollsysteme“[11]  entdecken tieffliegende Luftfahrzeuge früher als Radarstationen am Boden und gehören daher auch zu den Hochwertzielen feindlicher Luftangriffe. AWACS benötigen einen starken Jagdschutz, um ungestört operieren zu können.
  - Funkregelung (EMCON – Emission Control – Sendeverbot)

- Luftbetankung
  - Flugroute und Zeitplan der Tankflugzeuge
  - Unterstellung von Tankflugzeugen und Treibstoffbedarf

Rechnergestützte Entscheidungshilfen bieten Programme wie das WAASP (Weapon Allocation Aid for Strike Planning). Eine fünfstufige Einsatzplanung ist in Grundzügen auch noch im 21. Jahrhundert gültig.
- Stufe eins: Ziele, Effekte und Anleitung (Objectives, Effects and Guidance)[12] Dieses Verfahren gilt abgewandelt auch für den Einsatz von Kampfdrohnen und Marschflugkörpern.
- Stufe zwei: Zielentwicklung (Target Development)
- Stufe drei: Waffenbeladung und Zuweisung (Weaponeering and Allocation)
- Stufe vier: Air Tasking Order Production and Dissemination
- Stufe fünf: Ausführplanung (Execution Planning and Force Execution)

Bei den Kampfpiloten läuft in der letzten Phase des Angriffs die zeitsensitive Zielauffassung (Time-Sensitive Targeting/Dynamic Targeting) ab.
- Find: Aufspüren des Ziels
- Fix: Fixieren des Ziels
- Track: Sensoren nehmen die Bewegungen des Ziels auf und geben diese an die Waffenleitanlage des Kampfflugzeuges weiter
- Target: Nach einer raschen Entscheidungskette erfolgt der Befehl, das Ziel zu bekämpfen
- Engage: Auslösen der Waffenanlage
- Assess: Feststellung, ob das Ziel getroffen oder verfehlt wurde (hits vs. miss). Beurteilung, welche Schäden der Luftschlag bewirkt hat und ob ein zweiter Angriff notwendig ist

- Notfallpläne

Diese können alternative Ziele beinhalten, falls die Ersten aufgrund starker Abwehrmaßnahmen nicht bekämpft werden können. Auch können veränderte Witterungsbedingungen eine grundlegende Änderung des Angriffsplans herbeiführen. Situationen, bei der die Funkstille unterbrochen werden darf, müssen vorher festgelegt werden. Dazu gehören auch Umstände, die zu einem kompletten Abbruch der Mission führen.
Search and Rescue beinhaltet die Maßnahmen, die zum Tragen kommen, wenn Piloten abgeschossen werden.